# Cladomnion muellerianum
Cladomnion muellerianum là một loài rêu trong họ Ptychomniaceae. Loài này được (Hampe) A. Jaeger mô tả khoa học đầu tiên năm 1876.